# Wasei-eigo
Los términos wasei-eigo (和製英語?  lit. «inglés hecho en Japón» o «palabras inglesas acuñadas en Japón») son pseudoanglicismos usados en Japón, es decir, palabras o construcciones inglesas que aparecen en el japonés pero que no se usan en los países anglófonos ni por los hablantes nativos de ese idioma o que tienen un significado diferente del de las palabras de las que proceden. La denominación general para los préstamos del extranjero en Japón es wasei-gairaigo, que generalmente se aplica a las palabras tomadas de los idiomas europeos.
En Japón también se ha popularizado el término «inglés japonés» (ジャパニーズ・イングリッシュ?  Japanīzu Ingurisshu) para denominar este tipo de palabras creadas en Japón y usadas solo por los hablantes de japonés. En encuestas se ha comprobado que muchos japoneses no distinguen entre estos términos y los verdaderos anglicismos.
Es corriente que palabras wasei-eigo formen compuestos con palabras japonesas. Una de las palabras más conocidas de este tipo es karaoke, combinación de kara («vacío») y oke, apócope de orchestra («orquesta»). Otro ejemplo es okushon (億ション?), combinación de oku («cien millones») con la sílaba final de mansión para formar una nueva palabra que significa «apartamento de lujo». También se pueden combinar dos palabras inglesas consiguiendo otro significado para un concepto que o bien no existe en inglés o allí se dice de otra forma, por ejemplo: famicom (ファミコン  famikon?), una contracción de «family» y «computer», con el significado de consola de videojuegos, popularizado también en el resto del mundo por Nintendo Entertainment System y más comúnmente conocido en Japón como TV game («juego de tele»).
Algunos términos wasei-eigo no son reconocibles como palabras inglesas en los países anglófonos; un ejemplo es sukinshippu (スキンシップ?  «skinship»), que hace referencia al contacto físico entre amigos íntimos o seres queridos y es una combinación de skin («piel») y kinship («afinidad»). En otros casos, la palabra ha adquirido un significado ligeramente diferente; por ejemplo, kanningu (カンニング?) no significa «astuto» (cunning), sino «copiar» (en un examen). Algunos idiomas toman prestados del japonés términos wasei-eigo, incluido el propio inglés.

## Confusión con elgairaigo
Los wasei-eigo se confunden a menudo con los gairaigo, que no son más que préstamos o «palabras del extranjero». Una de las principales causas de esta confusión radica en las transformaciones fonológicas y morfológicas que éstas palabras sufren para adaptarse a la fonología y el silabario japoneses, como apócopes, aféresis o adición de vocales para acomodarlas a la estructura silábica japonesa.: 70  El wasei-eigo, por su parte, implica la transformación y experimentación con estas palabras, de tal forma que adquieren un significado totalmente nuevo con respecto a las originales.: 123–139 

## Comparación con otras clases de palabras japonesas
El wasei-eigo es distinto del Engrish, es decir, el mal uso o la corrupción de la lengua inglesa por parte de hablantes nativos de japonés, ya que se trata de palabras que se emplean en la conversación en japonés, y no de un intento de hablar en inglés. El wasei-eigo se puede comparar con el wasei-kango (和製漢語?) que son pseudo-sinicismos japoneses (palabras japonesas creadas a partir de raíces chinas) y que también son muy comunes.

## Historia y proceso
Durante el período Meiji se produjo una gran afluencia de préstamos del inglés en Japón, lo que supuso un factor importante en la modernización del país. La rapidez con la que estas palabras fueron aceptadas por la sociedad japonesa hizo que no se comprendiera bien su significado real, lo que dio lugar a interpretaciones erróneas y desviaciones de su significado original.
Dado que en Japón los préstamos del inglés se adoptan de manera intencionada (en lugar de difundirse de forma «natural» a través del contacto lingüístico, etc.), con frecuencia su significado difiere del original. Una vez que estos préstamos se incorporan plenamente al léxico japonés, se experimenta con ellos y se modifica su significado, dando lugar al fenómeno del wasei-eigo.: 127 

## En los medios de comunicación
Muchos estudiosos coinciden en que los principales impulsores de estos términos wasei-eigo son los medios de comunicación, con objeto de crear interés y novedad en los productos que se anuncian.: 133  Asimismo, los publicistas recurren a palabras inglesas para transmitir una imagen moderna y cosmopolita, en muchos casos asociada a la cultura occidental.: 48 

## Connotaciones sociales y principales usuarios
Aunque no existe consenso sobre la afirmación de que la mayoría de los wasei-eigo los crean los publicistas, quienes más los utilizan son los jóvenes y las mujeres.: 123–139  Muchos japoneses consideran que el uso de préstamos del inglés es de carácter más informal y que se utiliza principalmente entre personas del mismo nivel social.: 49  Además, muchas palabras wasei-eigo sirven para camuflar términos y conceptos escandalosos o subidos de tono, como rabuho (de love hotel, «hotel del amor»), massaaji (de massage, «masaje») o saabisu (de service, «servicio»), todos ellos asociados a temas tabú.
Los préstamos del inglés suelen escribirse en katakana, de modo que resulta evidente que se trata de palabras que no son propias de Japón.: 73  Este constante recordatorio de que se trata de préstamos, y no de términos japoneses nativos, vincula los significados de las palabras con la idea de «extranjero», razón por la cual los wasei-eigo (y algunos préstamos del inglés) se suelen emplear para hablar de temas controvertidos o tabú de una manera segura y neutral.: 52  Además, como no son palabras nativas japonesas y están marcadas como extranjeras en su escritura, pueden asociarse a conceptos y temas atípicos o poco habituales en Japón.: 57 